# Silvan Zurbriggen
Silvan Zurbriggen (Briga-Glis, 15 agosto 1981) è un ex sciatore alpino svizzero.

## Biografia

### Stagioni 1997-2005
Zurbriggen, sciatore polivalente attivo in gare FIS dal novembre del 1996, esordì in Coppa Europa il 19 dicembre 2000 a Sankt Moritz, piazzandosi 50º in discesa libera; nella stessa specialità ai Mondiali juniores del 2001, disputati a Verbier, vinse la medaglia d'argento. Il 16 gennaio 2002 ottenne il suo primo podio in Coppa Europa vincendo lo slalom speciale di Mellau ed esordì in Coppa del Mondo il 20 gennaio successivo nella slalom speciale di Kitzbühel, senza classificarsi.
Ai Mondiali di Sankt Moritz 2003 vinse la medaglia d'argento nello slalom speciale e si piazzò 5º nella combinata. Nella stagione 2004-2005 conquistò il primo podio in Coppa del Mondo, il 13 dicembre nello slalom speciale di Sestriere (2º), e partecipò ai Mondiali di Bormio/Santa Caterina Valfurva, classificandosi 7º nello slalom speciale e 5º nella combinata.

### Stagioni 2006-2011
Esordì ai Giochi olimpici invernali a Torino 2006, dove fu 15º nello slalom speciale e non completò la combinata; l'anno dopo ai Mondiali di Åre si piazzò 14º nel supergigante, 8º nella supercombinata e non terminò lo slalom speciale. Il 25 gennaio 2009 vinse la sua prima gara di Coppa del Mondo, la storica combinata dell'Hahnenkamm di Kitzbühel, e ai Mondiali di quella stagione, ospitati da Val-d'Isère, chiuse 4º nella supercombinata e uscì nella seconda manche dello slalom speciale.
Ai XXI Giochi olimpici invernali di Vancouver 2010, sua ultima presenza olimpica, conquistò la medaglia di bronzo nella supercombinata e si classificò 12º nello slalom speciale. Il 18 dicembre dello stesso anno colse sulla Saslong della Val Gardena in discesa libera la sua seconda e ultima vittoria in Coppa del Mondo, mentre ai successivi Mondiali di Garmisch-Partenkirchen si piazzò 12º nella discesa libera, 13º nel supergigante e non completò slalom speciale e supercombinata.

### Stagioni 2012-2015
Salì per l'ultima volta sul podio in Coppa del Mondo il 22 gennaio 2012 a Kitzbühel classificandosi 3º in supercombinata; l'anno dopo ai Mondiali di Schladming fu 6º nella discesa libera, 7º nella supercombinata e non completò il supergigante. Nella stagione 2013-2014 in Coppa Europa vinse la classifica di discesa libera e si piazzò 3º in quella generale, dopo aver vinto la sua ultima gara nel circuito il 15 marzo a Soldeu in discesa libera.
Ai Mondiali di Vail/Beaver Creek 2015, suo congedo iridato, fu 15º nella combinata; si ritirò l'8 marzo seguente in occasione del supergigante di Coppa del Mondo disputato a Lillehammer Kvitfjell, che chiuse al 38º posto.

## Palmarès

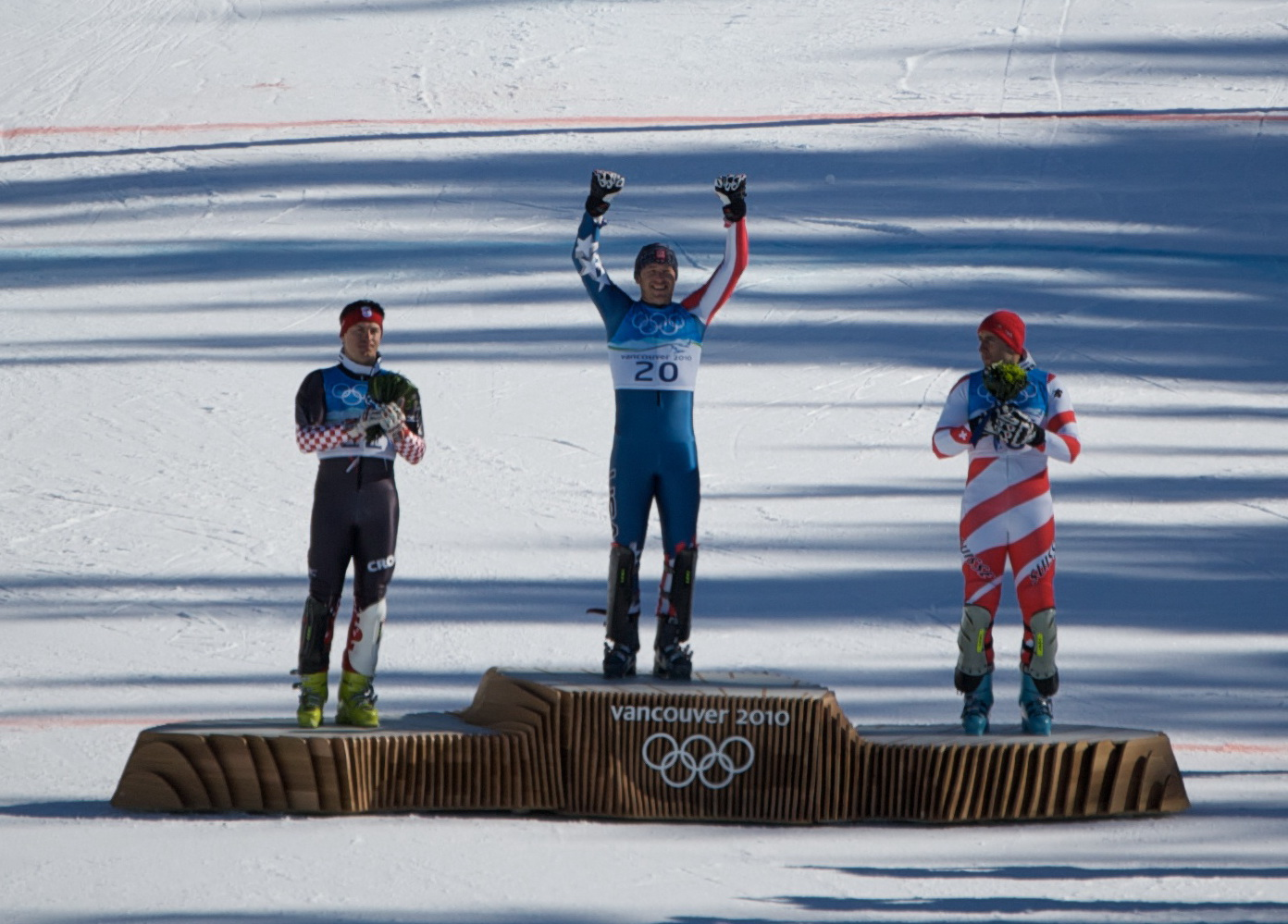
Silvan Zurbriggen (bronzo, a destra) sul podio della supercombinata a con Bode Miller (oro, al centro) e Ivica Kostelić (argento, a sinistra)

### Olimpiadi
- 1 medaglia:
  - 1 bronzo (supercombinata a Vancouver 2010)

### Mondiali
- 1 medaglia:
  - 1 argento (slalom speciale a Sankt Moritz 2003)

### Mondiali juniores
- 1 medaglia:
  - 1 argento (discesa libera a Verbier 2001)

### Coppa del Mondo
- Miglior piazzamento in classifica generale: 6º nel 2011
- 13 podi:
  - 2 vittorie:
  - 7 secondi posti
  - 4 terzi posti

#### Coppa del Mondo - vittorie
| Data             | Località    | Paese   | Specialità |
| ---------------- | ----------- | ------- | ---------- |
| 25 gennaio 2009  | Kitzbühel   | Austria | KB         |
| 18 dicembre 2010 | Val Gardena | Italia  | DH         |

Legenda:

DH = discesa libera

KB = combinata

#### Coppa del Mondo - gare a squadre
- 1 podio:
  - 1 secondo posto

### Coppa Europa
- Miglior piazzamento in classifica generale: 3º nel 2014
- Vincitore della classifica di discesa libera nel 2014
- 11 podi:
  - 6 vittorie
  - 3 secondi posti
  - 2 terzi posti

#### Coppa Europa - vittorie
| Data             | Località     | Paese     | Specialità |
| ---------------- | ------------ | --------- | ---------- |
| 16 gennaio 2002  | Mellau       | Austria   | SL         |
| 12 febbraio 2002 | Val di Zoldo | Italia    | SL         |
| 29 novembre 2002 | Levi         | Finlandia | SL         |
| 5 febbraio 2014  | Sarentino    | Italia    | DH         |
| 6 febbraio 2014  | Sarentino    | Italia    | DH         |
| 15 marzo 2014    | Soldeu       | Andorra   | DH         |

Legenda:

DH = discesa libera

SL = slalom speciale

### Campionati svizzeri
- 7 medaglie[1]:
  - 1 oro (supercombinata nel 2009)
  - 4 argenti (combinata[senza fonte] nel 2003; combinata[senza fonte] nel 2004; slalom speciale nel 2007; slalom speciale nel 2010)
  - 2 bronzi (slalom gigante, slalom speciale nel 2002)